# Finale della Coppa CERS 2002-2003
La finale della 23ª edizione della Coppa CERS fu disputata in gara d'andata e ritorno tra gli spagnoli del Reus Deportiu e i connazionali del Lleida. Con il punteggio complessivo di 7 a 3 fu il Reus Deportiu, ad aggiudicarsi per la prima volta nella storia il trofeo.

## Le squadre
| Squadre       | Partecipazioni precedenti (il grassetto indica la vittoria) |
| ------------- | ----------------------------------------------------------- |
| Reus Deportiu | 1991                                                        |
| Lleida        | Nessuna                                                     |

## Il cammino verso la finale
Il Reus Deportiu si qualificò alla finale con i seguenti risultati:
- Primo turno: eliminato l'Infante de Sagres (vittoria per 4-2 all'andata e pareggio 5-5 al ritorno);
- Ottavi di finale: eliminato il Gulpilhares (vittoria per 6-4 all'andata e per 4-1 al ritorno);
- Quarti di finale: eliminato il Voltregà (sconfitta per 1-2 all'andata e per 4-2 al ritorno);
- Semifinale: eliminato il Noia (pareggio per 2-2 all'andata e vittoria per 3-2 al ritorno).

Il Lleida si qualificò alla finale con i seguenti risultati:
- Primo turno: eliminato il Walsum (vittoria per 7-4 all'andata e per 17-0 al ritorno);
- Ottavi di finale: eliminato il La Vendéenne (vittoria per 11-2 all'andata e per 5-2 al ritorno);
- Quarti di finale: eliminato il Follonica (vittoria per 4-3 all'andata e per 7-2 al ritorno);
- Semifinale: eliminata il Bassano 54 (vittoria per 5-2 all'andata e sconfitta per 5-7 al ritorno).

## Tabellini

### Andata
| Lleida 12 aprile 2003 | Lleida | 3 – 2 referto | Reus Deportiu | Pavelló Onze de Setembre |

### Ritorno
| Reus 2 maggio 2003 | Reus Deportiu | 5 – 0 referto | Lleida | Pavelló Olímpic de Reus |